# Tina Maze
Tina Maze (Slovenj Gradec, 1983. május 2. –) kétszeres olimpiai és négyszeres világbajnok szlovén alpesisízőnő.
Már 17 évesen részt vett a világbajnokságon és a világkupán. Első győzelmét 19 évesen aratta a 2003-as szezon idénynyitóján. Sikereit szinte mindig óriás-műlesiklásban aratja, kivétel ez alól egy lesikló világkupa-futamgyőzelem és egy szuperóriás-műlesiklásban szerzett olimpiai ezüstérem. A 2011-es alpesisí-világbajnokságon, Garmisch-Partenkirchenben aranyérmet nyert óriás-műlesiklásban. 2013. január 26-án Mariborban, hazai közönség előtt biztosította be az első helyét a világkupán óriás-műlesiklásban, így ő lett az alpesisí-történelem első szlovén versenyzője, aki világkupát nyert. A 2015-ös Beaver Creekben rendezett világbajnokságon 2 aranyérmet nyert, lesiklásban és kombinációban,valamint ezüstérmes lett szuperóriás-műlesiklásban.
2005-ben, 2010-ben, 2011-ben, 2013-ban és 2014-ben is az év sportolónőjévé választották Szlovéniában.

## Világkupa-győzelmei

### Idénygyőzelmek
| Idény | Szakág                 |
| ----- | ---------------------- |
| 2013  | Összetett              |
| 2013  | Óriás-műlesiklás       |
| 2013  | Szuperóriás-műlesiklás |
| 2013  | Kombináció             |

### Versenygyőzelmek
Összesen 26 győzelem (14 óriás-műlesiklás, 3 kombináció, 4 műlesiklás, 1 szuperóriás-műlesiklás, 4 lesiklás)
| Dátum              | Helyszín               | Szakág                 |
| ------------------ | ---------------------- | ---------------------- |
| 2002. október 26.  | Sölden                 | Óriás-műlesiklás       |
| 2004. december 22. | St. Moritz             | Óriás-műlesiklás       |
| 2005. január 6.    | Santa Caterina         | Óriás-műlesiklás       |
| 2005. január 22.   | Maribor                | Óriás-műlesiklás       |
| 2005. október 22.  | Sölden                 | Óriás-műlesiklás       |
| 2008. február 2.   | St. Moritz             | Lesiklás               |
| 2009. január 10.   | Maribor                | Óriás-műlesiklás       |
| 2009. március 14.  | Åre                    | Óriás-műlesiklás       |
| 2010. március 11.  | Garmisch-Partenkirchen | Óriás-műlesiklás       |
| 2011. március 4.   | Tarvisio               | Kombináció             |
| 2011. március 18.  | Lenzerheide            | Műlesiklás             |
| 2012. október 27.  | Sölden                 | Óriás-műlesiklás       |
| 2012. november 24. | Aspen                  | Óriás-műlesiklás       |
| 2012. december 7.  | St. Moritz             | Kombináció             |
| 2012. december 9.  | St. Moritz             | Óriás-műlesiklás       |
| 2012. december 16. | Courchevel             | Óriás-műlesiklás       |
| 2013. január 13.   | St. Anton              | Szuperóriás-műlesiklás |
| 2013. január 27.   | Maribor                | Műlesiklás             |
| 2013. február 24.  | Meribel                | Kombináció             |
| 2013. március 2.   | Garmisch-Partenkirchen | Lesiklás               |
| 2013. március 10.  | Ofterschwang           | Műlesiklás             |
| 2013. március 17.  | Lenzerheide            | Óriás-műlesiklás       |
| 2014. január 25.   | Cortina d’Ampezzo      | Lesiklás               |
| 2014. november 15. | Levi                   | Műlesiklás             |
| 2014. december 5.  | Lake Louise            | Lesiklás               |
| 2014. december 12. | Åre                    | Óriás-műlesiklás       |